# Saint-Judoce
Saint-Judoce (bretonisch Sant-Yuzeg) ist eine französische Gemeinde mit 590 Einwohnern (Stand 1. Januar 2022) im Département Côtes-d’Armor in der Region Bretagne. Sie gehört zum Arrondissement Dinan und zum Kanton Lanvallay. Die Bewohner nennen sich Judocéens/Judocéennes.

## Geografie
Saint-Judoce liegt etwa 32 Kilometer südsüdöstlich von Saint-Malo und rund 34 Kilometer nordwestlich von Rennes im Osten des Départements Côtes-d’Armor.

## Geschichte
Eine erste namentliche Erwähnung von Saint-Judoce als Sancti Judoci fand sich in einer Urkunde aus der Zeit um 1150. Die im 12. Jahrhundert erstmals erwähnte Ortschaft erlitt in den Religionskriegen des 16. Jahrhunderts erhebliche Verwüstungen. Im Jahr 1844 kam es zu einem Gebietsabtausch mit der Nachbargemeinde Évran. Die Gemeinde gehörte von 1793 bis 1801 zum District Dinan. Zudem war sie von 1793 bis 2015 Teil des Kantons Évran.

## Bevölkerungsentwicklung
| Jahr                       | 1962 | 1968 | 1975 | 1982 | 1990 | 1999 | 2006 | 2012 | 2019 |
| Einwohner                  | 487  | 495  | 430  | 420  | 422  | 443  | 495  | 570  | 555  |
| Quellen: Cassini und INSEE |      |      |      |      |      |      |      |      |      |

Die zunehmende Mechanisierung der Landwirtschaft und die hohe Anzahl Gefallener des Ersten Weltkriegs führten zu einem Absinken der Einwohnerzahlen.

## Sehenswürdigkeiten
- Schloss Château de Champsavoy (auch Champ-Savoy und Champ-Savoi; erbaut 1458, restauriert 1597)
- Schloss Château du Fournet aus dem 16. Jahrhundert
- Kirche Saint-Judoce (erbaut 1922/1923)
- Kapelle von Le Fournet aus dem 17. Jahrhundert
- das alte Pfarrhaus (erbaut 1719)
- alte Häuser in Cabrac (17. Jahrhundert) und Champsavoy (19. Jahrhundert)
- ehemalige Kirche im Dorfzentrum (älteste Teile aus dem 12. Jahrhundert)
- Denkmal für die Gefallenen[1]

Quelle: